# Les Simpson dans 30 ans
Les Simpson dans 30 ans (France) ou Les Enfants de l'avenir (Québec) (Bart to the Future) est le 17e épisode de la saison 11 de la série télévisée d'animation Les Simpson.

## Synopsis
Les Simpson sont en route pour aller faire du camping lorsqu'un garde forestier leur demande de faire demi-tour à cause des moustiques qui ont envahi le camp. Sur le chemin du retour, ils s'arrêtent dans un casino indien.
Bart n'est pas autorisé à rentrer vu son jeune âge (10 ans). Il tente alors de prendre la place de la marionnette Gabbo, mais il se fait démasquer et envoyer chez le directeur. Ce dernier est indien. Il lui propose de lui faire voir son avenir dans 30 ans : Bart vit avec Ralph avec lequel il forme un groupe de musique, et tous deux galèrent. Sa sœur Lisa est, quant à elle, devenue présidente des États-Unis, en succédant à un certain Donald Trump... Expulsé de sa maison, Bart va traîner à la Maison Blanche et embarrasse sa sœur tandis qu'Homer, aidé de Marge, tente de retrouver l'or caché de Lincoln...

## Ce qui s'est passé à Springfield entre l'épisode et le reste de la série

### Les personnages de la série
- Maggie a une fille du nom de Maggie, Elle s'appelle maintenant Maggie Senior.
- Homer reste persuadé que Lincoln a caché de l'or dans la Maison Blanche.
- Lisa devient la première présidente hétérosexuelle américaine.
- Milhouse est secrétaire au Trésor.
- Bart et Ralph vivent ensemble et tiennent un groupe de rock.
- Ned Flanders est devenu aveugle à cause d'une opération chirurgicale au laser, ses yeux étant tombés au bout de quelque temps.
- Rod et Todd Flanders sont homosexuels.
- Krusty se déplace désormais en fauteuil roulant.